# 豪訥河
50°51′47″N 9°43′7″E / 50.86306°N 9.71861°E
豪訥河（德語：Haune）是德國的河流，位於黑森州，屬於富爾達河的右支流，發源自倫山的富爾達東南面，流經欣費爾德、布格豪恩和豪讷塔尔，河口處在巴特黑斯费尔德。